# Geraldo José Pegado
Geraldo José Pegado, född 23 november 1954, är en friidrottare från Brasilien. Han deltog vid olympiska sommarspelen 1980.